# صدأ أوراق القمح
السُّحَام الأسفع أو سُحَام الحنطة أو المَرَق الأسفع أو صدأ أوراق القمح أو مرض الصدأ البني هو مرض فطري يصيب بعض المحاصيل الزراعية مثل القمح والشيلم. للصدأ سلالات مختلفة تختص بفصائل مختلفة، فالسلالة التي تصيب محاصيل الفصيلة النجيلية هي (باللاتينية: Puccinia graminis tritici) من نوع فطر البوشيني القمحي.

## أنواع الصدأ
الأصداء على القمح ثلاثة أنواع تختلف فيما بينها في الفطر المسبب وموقع وشكل الإصابة والظروف المناخية لكل منها.

### صدأ الأوراق
تحدث وتظهر الإصابة على الأوراق فقط ولذلك يسمى بصدأ الأوراق.
هو الأكثر انتشارا في جميع أصداء القمح، يوجد في جميع المناطق التي يزرع فيها القمح، وقد تسبب في أوبئة مدمرة في أمريكا الشمالية والمكسيك وأمريكا الجنوبية. القمح الشتوي أكثر عرضة للإصابة من القمح الربيعي، ربما لأن هذا يتيح لمسببات المرض البيات الشتوي على النبات. العدوى يمكن أن تؤدي إلى انخفاض المحصول بنسبة قد تصل إلى 20% بسبب موت الأوراق المصابة بشكل مبكر واستحواذ الفطر على العناصر الغذائية، كما يمكن للإصابة أن تؤدي إلى انكماش الحبوب.
يمكن لمسبب المرض أن يتبع دورة حياة جنسية أو لاجنسية. في أمريكا الشمالية وأمريكا الجنوبية وأستراليا يقوم الفطر بدورة حياة لاجنسية، ولا يبدو أن هذا الوضع غير مؤات للفطر. وصدأ القمح له سلالات مختلفة الفوعة. أما بالنسبة لدورة الحياة الجنسية لفطر صدأ القمح، فهذه تتطلب وجود عائل مختلف هو Thalictrumn.
ينتشر هذا الصدأ في القمح عبر الهواء الحامل للجراثيم. تتطلب عملية الإنبات رطوبة، وأفضل ما تكون عند رطوبة 100%. درجة الحرارة المثلى للإنبات تتراوح ما بين 15-20 م. لا تظهر نباتات القمح أية أعراض قبل التحوصل. وذلك لأن الصدأ يتطلب خلايا نباتية حية للبقاء على قيد الحياة.

### صدأ الساق
تحدث وتظهر الإصابة على كل الأجزاء الخضرية من النبات (أوراق – أغماد – سنابل – قنابع – سفا) ويحدث معظم الضرر نتيجة إصابة الساق ولذلك يسمى بصدأ الساق.

### الصدأ الأسود (صدأ السنبلة)
هو نوع من أنواع صدأ الساق. أدى حدوث طفرة جينية إلى تطور سلالة جديدة من هذا الفطر تسمى أوغندا 99 (بالإنجليزية: Ug99)‏ (نسبة إلى مكان وتاريخ ظهورها لأول مرة) قادرة على إصابة معظم أصناف القمح. انتشرت هذه السلالة عام 2007 في السودان واليمن ووصلت عام 2010 إلى سورية حيث أدت إلى خسائر جسيمة في المحصول وصلت إلى حدود 100% في كثير من المناطق الشمالية.، وكانت نسبة انخفاض المحصول على مستوى القطر بواقع 22% أي ما يعادل مليون طن من أصل 4.5 مليون طن كانت متوقعة.

### الصدأ الأصفر (المخطط)
تظهر الإصابة على كل الأجزاء الخضرية من النبات عدا الساق.

## أعراض الإصابة

### صدأ الأوراق
ينتج الفطر بقعاً مسحوقية تسمى بثرات مرتفعة قليلاً عن سطح الورقة تترك آثاراً في اليد عند ملامستها على شكل مسحوق بني فاتح يشبه صدأ الحديد، ومن هنا أتت التسمية. البثرات دائرية الشكل ومبعثرة لا تلتحم مع بعضها مهما تقاربت.

### صدأ الساق
ينتج الفطر بثرات مسحوقية مرتفعة قليلاً عن سطح الورقة، عند ملامستها تترك أثراً في اليد على شكل مسحوق بني داكن. البثرات مبعثرة ليس لها شكل منتظم.

### الصدأ الأصفر (المخطط)
ينتج الفطر بثرات مسحوقية مرتفعة قليلاً عن سطح الورقة تترك آثراً في اليد عند ملامستها على شكل مسحوق أصفر. البثرات مبعثرة غير متلاصقة وذات شكل شبه دائري، لها توزيع منتظم ومرتبة في تنظيم دقيق على هيئة خطوط طولية مع محور الورقة ولذلك يسمى هذا النوع بالصدأ المخطط.

## الاحتياجات البيئية لحدوث الإصابة
ويقصد بها الظروف الجوية المناسبة لحدوث العدوى وتكشف وتطور الإصابة وبصفة عامة يتطلب حدوث الإصابة بمسببات أمراض الصدأ توفر الرطوبة العالية وتواجد طبقة خفيفة من الماء الحر على سطح النبات (لإنبات الجرثومة ودخول أنبوب العدوى إلى النسيج النباتي) ويساعد على ذلك وجود الندى أثناء الليل وفي الصباح الباكر.
تلعب درجة الحرارة دوراً مهماً في حدوث الإصابة وتطورها، ولكل نوع من أنواع الصدأ درجة حرارة مفضلة كما يلي:
- صدأ الأوراق تناسبه درجات حرارة من 18 إلى 22 م
- صدأ الساق تناسبه درجات حرارة من 25 إلى 35 م
- الصدأ الأصفر تناسبه درجات حرارة من 10 إلى 15 م ± 2 م

ويكون للفرق الواسع بين درجة حرارة الليل والنهار دور كبير في حدوث الإصابة بالصدأ الأصفر خاصة في حالة توافر الدرجات القصوى لحدوث وتطور الإصابة بالصدأ الأصفر والتي تتراوح ما بين 23-25 م.
تحدث الإصابة تبعاً للظروف المناخية ونتيجة لذلك تتغير مواعيد ومناطق حدوث وتكشف الإصابة. ويمكن أن يسود نوع معين من الأصداء دون غيره في منطقة معينة.

## مكافحة الصدأ
لمكافحة أمراض الصدأ يمكن إتباع واحدة أو أكثر من الطرق التالية:
- زراعة أصناف لها درجة مقاومة تتميز بالثبات لفترة طويلة تحت ظروف الحقل.
- الزراعة في الموعد الموصى به.
- زراعة الأصناف المعتمدة حسب الأماكن الجغرافية (السياسة الصنفية).
- التقيد بالمعاملات الزراعية الموصى بها.
- استخدام بذار من مصادر موثوق بها.
- استخدام المبيدات الآمنة والموصى بها من قبل دوائر الإرشاد الزراعي وذلك في الحالات الوبائية فقط بهدف الحد من انتشار وتطور الإصابة لتقليل مستوى الفاقد إلى أقل مستوى ممكن.